# Merzenicher Straße (Düren)

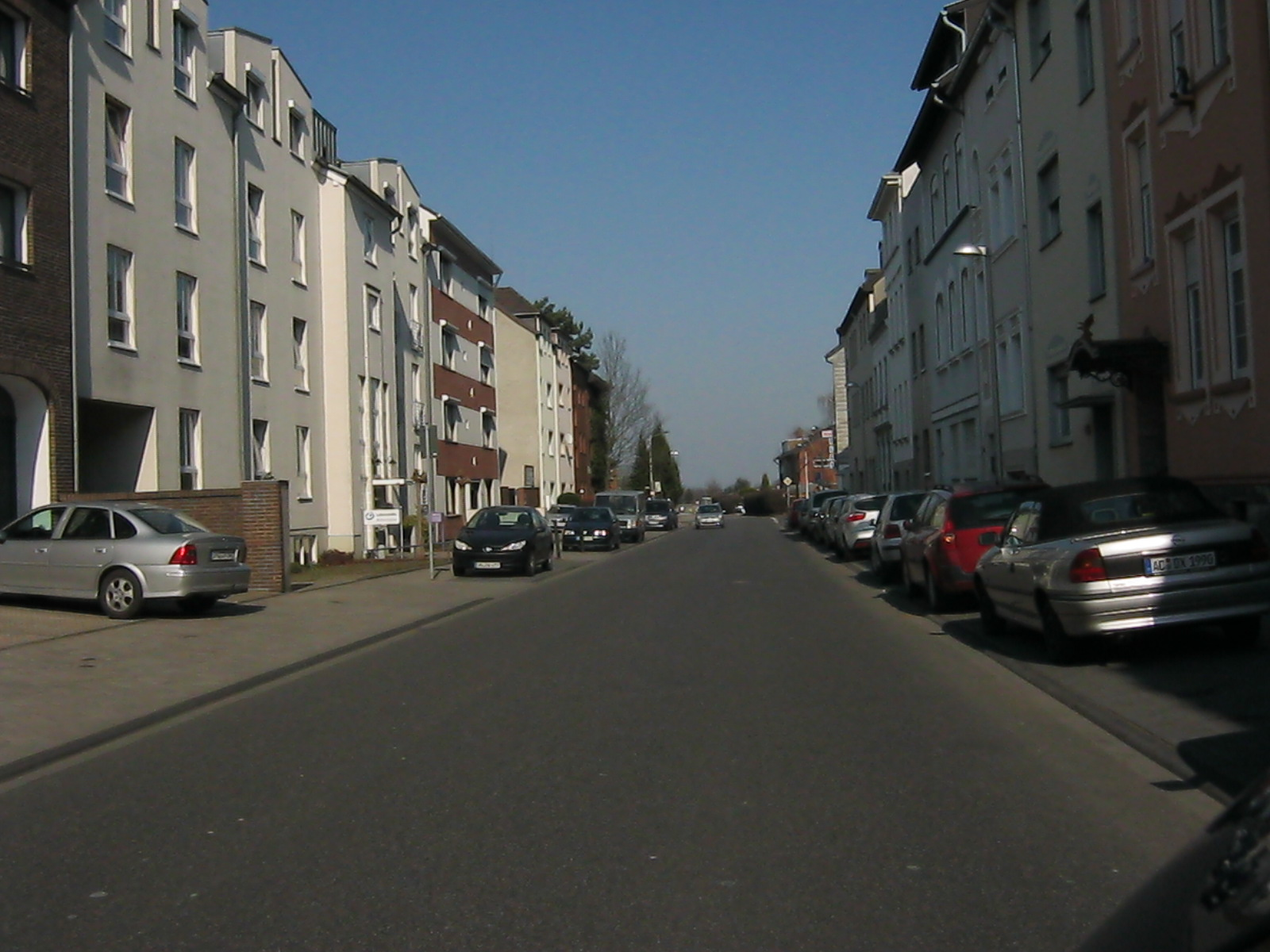

Die Merzenicher Straße in der Kreisstadt Düren (Nordrhein-Westfalen) ist eine historische Innerortsstraße.
Die Straße beginnt am Friedrich-Ebert-Platz und führt in östliche Richtung zum Ort Merzenich. Parallel zu ihr verläuft die Kölner Landstraße. Die Straße unterquert die Bördebahn. Die Straße führt an der Rückseite des Krankenhauses Düren vorbei.

## Geschichte
Die Straße wird schon in den Morgenzahlakten von 1685 erwähnt. 1884 beschloss der Stadtrat den Ausbau vom Kreuzberg aus nach Merzenich.
An den Häusern Merzenicher Straße 84 und 86 ist eine Plakette angebracht, die auf den Stifter hinweist.